# (2584) Turkmenia
(2584) Turkmenia (1979 FG2; 1952 BK; 1962 BB; 1975 AW; 1976 KW; 1976 LA; A909 DA) ist ein ungefähr sechs Kilometer großer Asteroid des inneren Hauptgürtels, der am 23. März 1979 vom russischen (damals: Sowjetunion) Astronomen Nikolai Stepanowitsch Tschernych am Krim-Observatorium (Zweigstelle Nautschnyj) auf der Halbinsel Krim (IAU-Code 095) entdeckt wurde.

## Benennung
(2584) Turkmenia wurde nach der damaligen Turkmenischen Sozialistischen Sowjetrepublik benannt.